# Yoennis Hernández Arruez
Yoennis Hernández Arruez (ur. 1 lutego 1978 w Guantánamo) – kubański wioślarz, reprezentant Kuby w wioślarskiej czwórce podwójnej podczas Letnich Igrzysk Olimpijskich w Pekinie.

## Osiągnięcia
- Igrzyska Olimpijskie – Ateny 2004 – dwójka podwójna – 10. miejsce[1].
- Mistrzostwa Świata – Gifu 2005 – jedynka – 5. miejsce[1].
- Mistrzostwa Świata – Monachium 2007 – czwórka podwójna – 11. miejsce[1].
- Igrzyska Olimpijskie – Pekin 2008 – czwórka podwójna – 12. miejsce[1].
- Mistrzostwa Świata – Poznań 2009 – dwójka podwójna – 11. miejsce[2].